# 地獄の沙汰もヨメ次第
『地獄の沙汰もヨメ次第』（じごくのさたもよめしだい）は、2007年7月5日から同年9月13日まで、毎週木曜21:00 ‐21:54（JST）にTBS系「木9ドラマ」枠で放送された日本のテレビドラマ。主演は江角マキコ。

## 概要
仕事一筋のキャリアウーマンである女社長の真琴（江角マキコ）が親孝行の男性・三四郎（沢村一樹）と結婚し、三四郎の実家で同居することになり、専業主婦の鏡として生きてきた三四郎の実母で真琴の姑の千代子（野際陽子）と価値観が衝突し、嫁姑バトルを繰り広げるホームドラマ。
1993年に放送されたヒット作『ダブル・キッチン』の焼き直し的な内容で、『ダブル～』と同様に脚本を西荻弓絵、演出を吉田秋生がそれぞれ担当した。
『ダブル〜』や『トリプル・キッチン』と同様の演出として、毎回エンディング間際に真琴はストレスを発散すべく、千代子の弾く三味線の音色に併せてポンポンを両手に翳してフラダンスを踊るのが恒例となっていた。

## キャスト
橘（森福）真琴〈40〉
演 - 江角マキコ
森福千代子〈68〉
演 - 野際陽子
三四郎の母
橘深雪
演 - 野際陽子
小説家、真琴の母。
森福三四郎〈37〉
演 - 沢村一樹
森福みちる〈22〉
演 - 片瀬那奈
三四郎の姪
池之端省吾〈48〉
演 - 金田明夫
華道家
南立江〈53〉
演 - 大島蓉子
千代子の三味線仲間
次郎丸フミ〈70〉
演 - 石井トミコ
同上
篠塚雅美〈38〉
演 - 青田典子
真琴のフラダンス仲間
大塚翔子〈40〉
演 - 紫吹淳
同上、弁護士
北原敦子〈40〉
演 - 棟里佳
小森紗江〈26〉
演 - 白石美帆（友情出演）
真琴の秘書
鍋島誠一郎〈49〉
演 - 半海一晃
真琴の部下
野田千江〈33〉
演 - 氏家恵
同上
矢口徹子
演 - あめくみちこ
女性企業家
安西先生
演 - 金田龍之介
室伏秘書室長
演 - 市川勇
藤原社長
演 - 久保晶
三四郎の会社の社長
藤原夫人
演 - 市川千恵子
社長夫人
里中夫人
演 - 恩田恵美子
ヤエおばさん
演 - 森康子
千代子の義父の姉
城之内竜太〈49〉
演 - 佐野史郎
深雪の秘書
森福小百合〈45〉
演 - 浅田美代子
三四郎の姉
森福大三郎〈69〉
演 - 伊東四朗
三四郎の父

## スタッフ
- 脚本：西荻弓絵
- プロデューサー：植田博樹
- 演出：吉田秋生、加藤新、森一弘
- 音楽：長谷部徹、吉田兄弟
- 主題歌：絢香「CLAP&LOVE」（ワーナーミュージック・ジャパン）
- 挿入歌：吉田兄弟（第6話：「Rising」「いぶき」の演奏と出演）、マイケル・ブーブレ「エブリシング〜きみのすべてに恋してる」
- 制作：TBSテレビ
- 製作著作：TBS

## 放送日程
| 各話                                             | 放送日  | サブタイトル             | 演出     | 視聴率 |
| ------------------------------------------------ | ------- | ------------------------ | -------- | ------ |
| 第1話                                            | 7月5日  | 嫁姑七転八倒             | 吉田秋生 | 13.7%  |
| 第2話                                            | 7月12日 | 滝行                     | 吉田秋生 | 11.6%  |
| 第3話                                            | 7月19日 | 子宝                     | 加藤新   | 10.7%  |
| 第4話                                            | 7月26日 | 男友達とのマル秘旅行     | 加藤新   | 9.9%   |
| 第5話                                            | 8月2日  | 夫の会社が不祥事隠ぺい!? | 森一弘   | 8.0%   |
| 第6話                                            | 8月9日  | 嫁業は年中無休           | 森一弘   | 9.5%   |
| 第7話                                            | 8月16日 | 法事と二股疑惑           | 加藤新   | 9.0%   |
| 第8話                                            | 8月23日 | 危険な新婚旅行           | 吉田秋生 | 10.0%  |
| 第9話                                            | 9月6日  | 接待中に破水!?           | 森一弘   | 9.9%   |
| 最終話                                           | 9月13日 | びっくり逆転             | 吉田秋生 | 10.3%  |
| 平均視聴率 10.3%（ビデオリサーチ調べ・関東地区） |         |                          |          |        |

- 初回は21時 - 22時の6分拡大[1]。
- 8月30日は「世界陸上大阪大会」を中継のため放送休止[1]。

## コラボレーション
おむす美
江角マキコ演ずる橘真琴が社長を務めるおにぎりカフェ「おむす美」のオリジナルおにぎりが2007年8月3日から8月21日まで日本全国のファミリーマートで期間限定で販売された。